# Глен (Мисисипи)
Глен (енгл. Glen) град је у америчкој савезној држави Мисисипи.

## Демографија
По попису из 2010. године број становника је 412, што је 126 (44,1%) становника више него 2000. године.
| Група             | 2000.       | 2010.       |
| Белци             | 283 (99,0%) | 400 (97,1%) |
| Афроамериканци    | 0 (0,0%)    | 1 (0,2%)    |
| Азијати           | 0 (0,0%)    | 1 (0,2%)    |
| Хиспаноамериканци | 2 (0,7%)    | 7 (1,7%)    |
| Укупно            | 286         | 412         |